# 報復 (電視劇)
《報復》（英語：Reprisal）是一部美國復仇驚悚類型的網路劇集，愛碧嘉·史賓塞領銜主演，於2019年12月6日在Hulu首播。2020年6月，Hulu宣佈取消劇集。

## 摘要
兇狠無情的蛇蠍美人凱薩琳·哈洛被幫眾拋棄。她死裡逃生之後，向這個幫派發起一場復仇行動。

## 演員與角色

### 主要角色
- 愛碧嘉·史賓塞（英语：Abigail Spencer） 飾演 凱薩琳·哈洛／朵莉絲·昆恩（Katherine Harlow / Doris Quinn）

- 羅德里格·桑托羅 飾演 喬爾·凱利（Joel Kelly）

- 梅納·馬蘇德 飾演 伊森·哈特（Ethan Hart）

- 麥蒂森·達文波（英语：Madison Davenport） 飾演 梅莉狄絲·哈洛（Meredith Harlow）

- 大衛·達斯馬齊連 飾演 強森（Johnson）

- 雷斯·威克菲爾德 飾演 馬蒂（Matty）

- 克雷格·塔特（Craig Tate） 飾演 厄爾（Earl）

- 維弗·瓊斯（Wavyy Jonez） 飾演 科德爾（Cordell）

- 沙恩·卡拉漢（英语：Shane Callahan） 飾演 布魯（Bru）

- 羅利·科奇瑞恩 飾演 伯特（Burt）

- 利亞·狄拉利亞（英语：Lea DeLaria） 飾演 昆妮（Queenie）

- 貝絲妮·安妮·林德（英语：Bethany Anne Lind） 飾演 茉莉·昆恩／葛蕾絲（Molly Quinn / Grace）

- 吉爾伯特·歐爾（Gilbert Owuor） 飾演 巴許·布藍尼根（Bash Brannigan）

## 劇集
| 集數 | 標題                            | 譯名                | 導演                                     | 編劇                                             | 首播日期      |
| ---- | ------------------------------- | ------------------- | ---------------------------------------- | ------------------------------------------------ | ------------- |
| 1    | The Tale of Harold Horpus       | 哈洛德·霍普斯的故事 | 喬納森·范塔勒肯（Jonathan Van Tulleken） | 喬許·科賓（Josh Corbin）                         | 2019年12月6日 |
| 2    | A Flintlock & A Hound           | 燧發槍和獵狐犬      | 喬納森·范塔勒肯                          | 喬許·科賓                                        | 2019年12月6日 |
| 3    | The Emboldened Conflict         | 魯莽的衝突          | 喬納森·范塔勒肯                          | 内特·克羅克（Nate Crocker）                      | 2019年12月6日 |
| 4    | On the Principles of Horsehound | 獵犬馬原則          | 謝麗·諾蘭                                | 賈斯汀·博伊德（Justin Boyd）                     | 2019年12月6日 |
| 5    | The Tiniest Battle              | 微不足道的戰鬥      | 謝麗·諾蘭                                | 伊麗莎白·亨特（Elizabeth Hunter）                | 2019年12月6日 |
| 6    | For Love of the Archipelago     | 群島戰爭            | 埃娃·索爾海于格（Eva Sørhaug）           | 麗莎·朗（Lisa Long）                             | 2019年12月6日 |
| 7    | 25 or 6 to 4                    | 25分鐘前或6點到4點  | 埃娃·索爾海于格                          | 亞當·拉什 & 科麗·内田（Adam Lash & Cori Uchida） | 2019年12月6日 |
| 8    | The Horse Cabbage Heart         | 馬的甘藍心          | 喬納森·范塔勒肯                          | 薩爾瓦多·斯塔比爾                                | 2019年12月6日 |
| 9    | dammit                          | 該死                | 莎莉·理查德森-惠特菲爾德                 | 内特·克羅克                                      | 2019年12月6日 |
| 10   | The Horpus Horrendous           | 恐怖的霍普斯        | 喬納森·范塔勒肯                          | 喬許·科賓                                        | 2019年12月6日 |

## 製作

### 開發
2018年6月18日，Hulu宣佈預訂《報復》試播集，該集由喬許·科賓（Josh Corbin）編劇，喬納森·馮·圖爾根（Jonathan Van Tulleken）執導。喬許·科賓與華倫·理特菲爾德以及巴里·喬森（Barry Jossen）擔當執行製片人。2019年2月11日，在電視評論家協會冬季媒體見面會上，Hulu宣佈預訂整季。2020年6月2日，Hulu宣佈取消劇集。

### 選角
2018年8月，愛碧嘉·史賓塞、梅納·馬蘇德、戴維·達斯馬齊連和雷斯·威克菲爾德確認出演主要角色。2019年7月10日，克雷格·塔特（Craig Tate）、維弗·瓊斯（Wavyy Jonez）、沙恩·卡拉漢和羅利·科奇瑞恩加入劇組。7月22日，利亞·迪拉里雅確認出演常規角色。

### 拍攝
劇集第一季的主題拍攝於北卡羅來納州威爾明頓完成。

## 宣傳與發行
2019年7月，Hulu宣佈劇集將於2019年12月6日首播。10月3日，Hulu發佈前導預告片。11月5日，Hulu發佈正式預告片。

## 資料來源
1. 1 2  Andreeva, Nellie. . Deadline Hollywood. 2018-06-18  [2018-08-28]. （原始内容存档于2018-08-13） （美国英语）.
2. ↑  White, Peter. . Deadline Hollywood. 2019-02-11  [2019-02-11]. （原始内容存档于2019-02-12） （美国英语）.
3. ↑  . SpoilerTV. 2020-06-02  [2020-06-03]. （原始内容存档于2020-12-03）.
4. ↑  Petski, Denise. . Deadline Hollywood. 2018-08-07  [2018-08-28]. （原始内容存档于2018-08-25） （美国英语）.
5. ↑  Petski, Denise. . Deadline Hollywood. 2018-08-08  [2018-08-28]. （原始内容存档于2019-02-12） （美国英语）.
6. ↑  Petski, Denise. . Deadline Hollywood. 2018-08-14  [2018-08-28]. （原始内容存档于2018-08-14） （美国英语）.
7. ↑  Petski, Denise. . Deadline Hollywood. 2019-07-10  [2019-08-14]. （原始内容存档于2019-07-22） （美国英语）.
8. ↑  Petski, Denise. . Deadline Hollywood. 2019-07-22  [2019-08-14]. （原始内容存档于2019-07-22） （美国英语）.
9. ↑  Bullock, Clint. . WECT.   [2019-06-04]. （原始内容存档于2019-06-04） （美国英语）.
10. ↑  Pedersen, Erik. . Deadline Hollywood. 2019-07-26  [2019-07-26]. （原始内容存档于2019-07-26） （美国英语）.
11. ↑  Bell, Amanda. . TV Guide. 2019-10-03  [2019-10-12]. （原始内容存档于2020-01-27） （美国英语）.
12. ↑  Curto, Justin. . vulture.com. 2019-11-05  [2019-11-11]. （原始内容存档于2019-12-14） （美国英语）.

## 外部連結
- 互联网电影数据库（IMDb）上《報復》的资料（英文）